# Bourlon Wood Cemetery
Le  Bourlon Wood Cemetery (cimetière britannique du bois de Bourlon) est un cimetière militaire de la Première Guerre mondiale, situé sur le territoire de la commune de Sains-lès-Marquion, dans le département du Pas-de-Calais, au nord-ouest de Cambrai.

## Localisation
Ce cimetière est situé à l'ouest du village de Bourlon, isolé près d'un bois, tout près des dernières habitations. On y accède en empruntant la rue des Mouches puis, sur une centaine de mètres, par un chemin forestier interdit à tout véhicule à moteur.

## Histoire

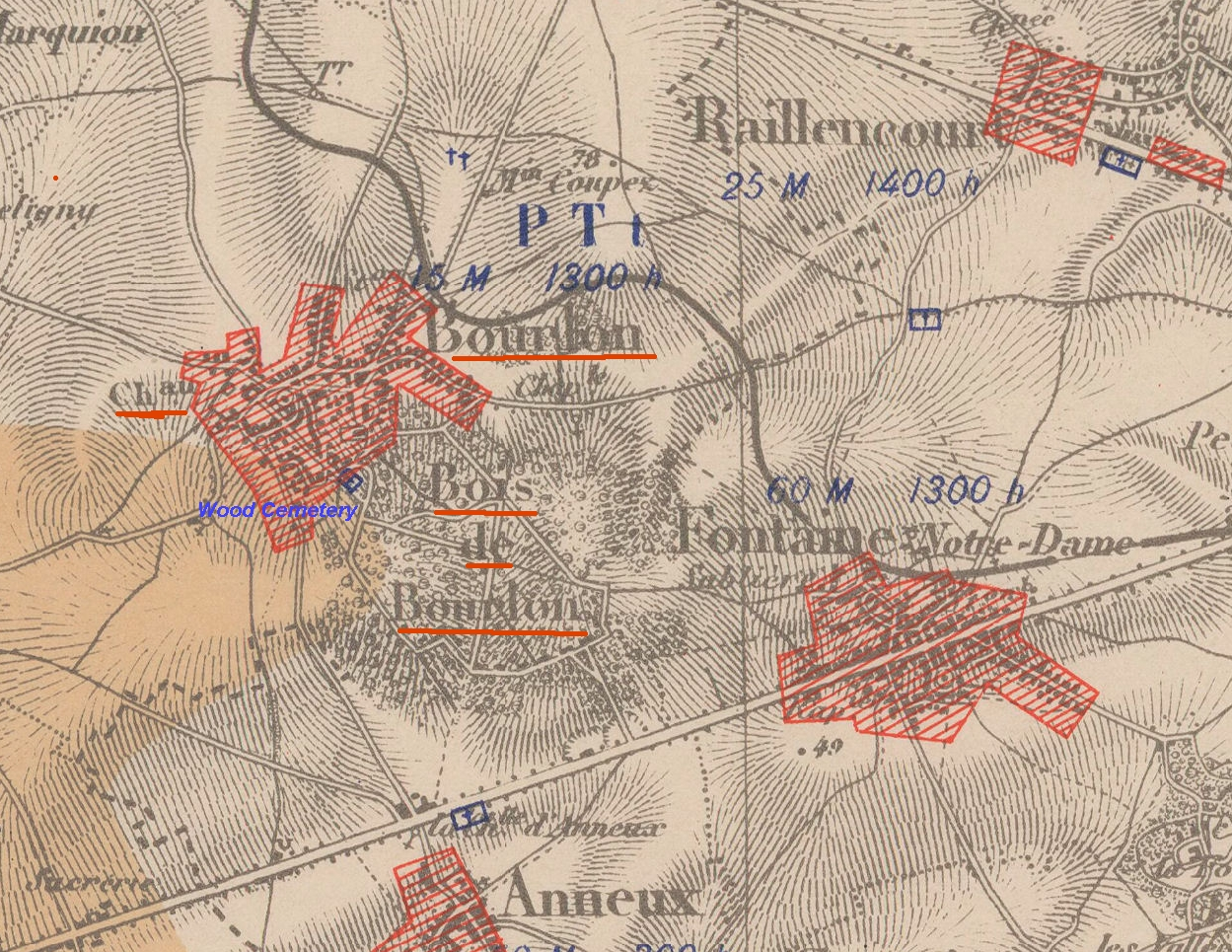
La carte des régions dévastées.

Le village et le bois de Bourlon ont été le théâtre de combats désespérés lors de la bataille de Cambrai en 1917. La 40e Division britannique, avec les Guards et la 62e Division ont perdu de nombreux soldats lors de ces combats. Un autel commémoratif a été placé dans l'église de Bourlon. À la fin de la bataille, les troupes britanniques ont été retirées de Bourlon.
Le bois et le village ont finalement été repris par les 3e et 4e divisions canadiennes le 27 septembre 1918. Le village a ensuite été « adopté » par l'arrondissement de Hove.
Le cimetière de Bourlon Wood a été construit par l'officier des sépultures du Corps canadien en octobre 1918 pour inhumer les soldats canadiens victimes de ces combats. Ce cimetière comporte aujourd'hui les tombes de 223 Canadiens et 19 Britanniques. Parmi ceux-ci, 11 ne sont pas identifiés. Il s’y trouve également 3 tombes chinoises du Chinese Labour Corps.
À 300 mètres à vol d'oiseau au sud-ouest du cimetière, se trouve un mémorial du champ de bataille érigé par le gouvernement canadien pour rappeler le forçage du canal du Nord par le Corps canadien le 27 septembre 1918 et l'avancée vers Mons et le Rhin.

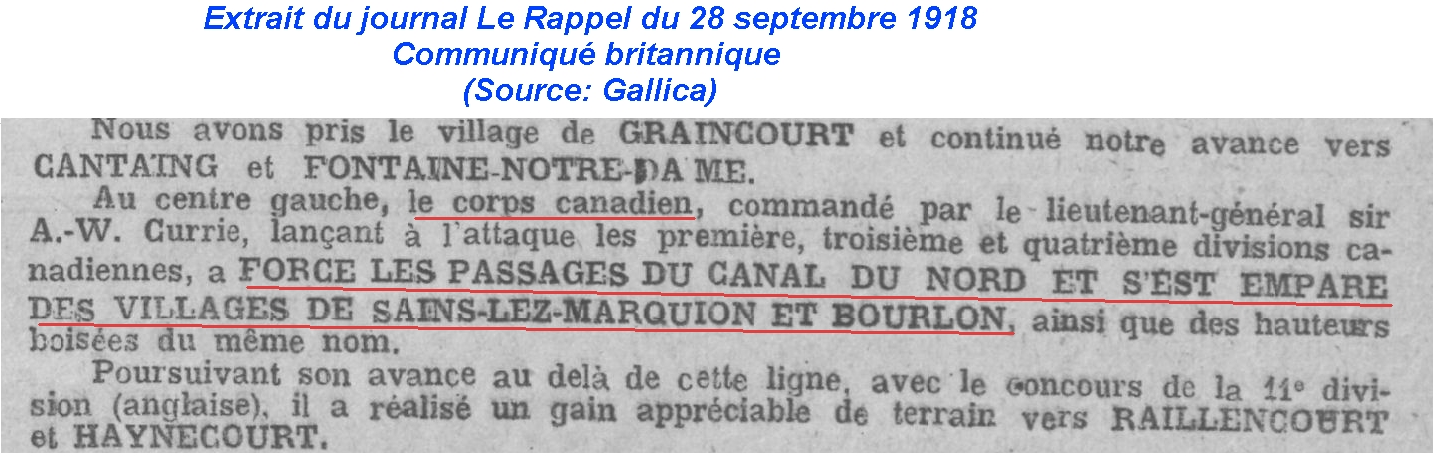
L'article du journal relatant la prise de Bourlon le 27 septembre 1918.

## Caractéristique
Le Bourlon Wood Cemetery est clos par un mur de moellons sur trois côtés.

## Sépultures
| Pays        | Sépultures |
| ----------- | ---------- |
| Royaume-Uni | 19         |
| Canada      | 226        |
| Total       | 245        |

## Galerie

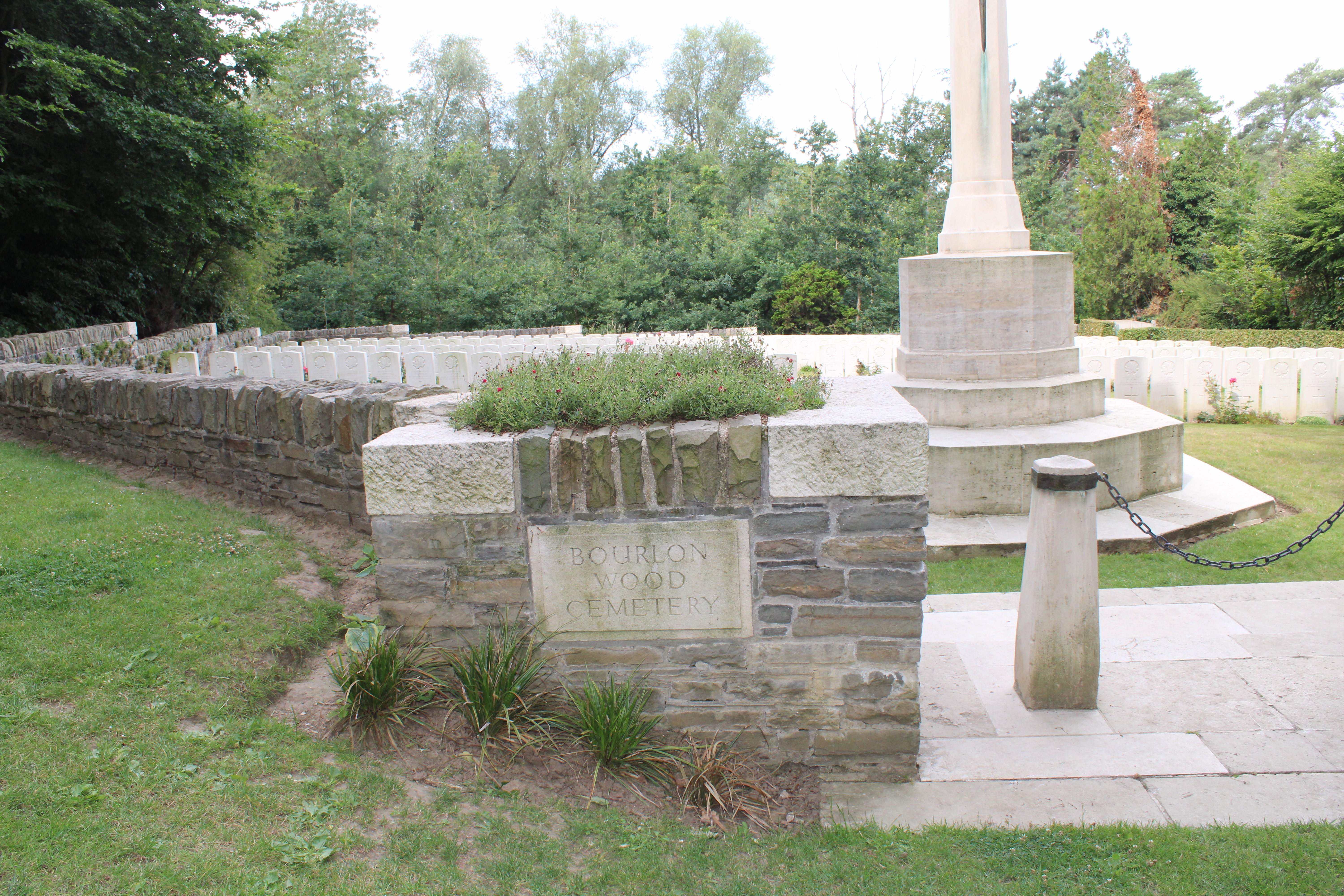
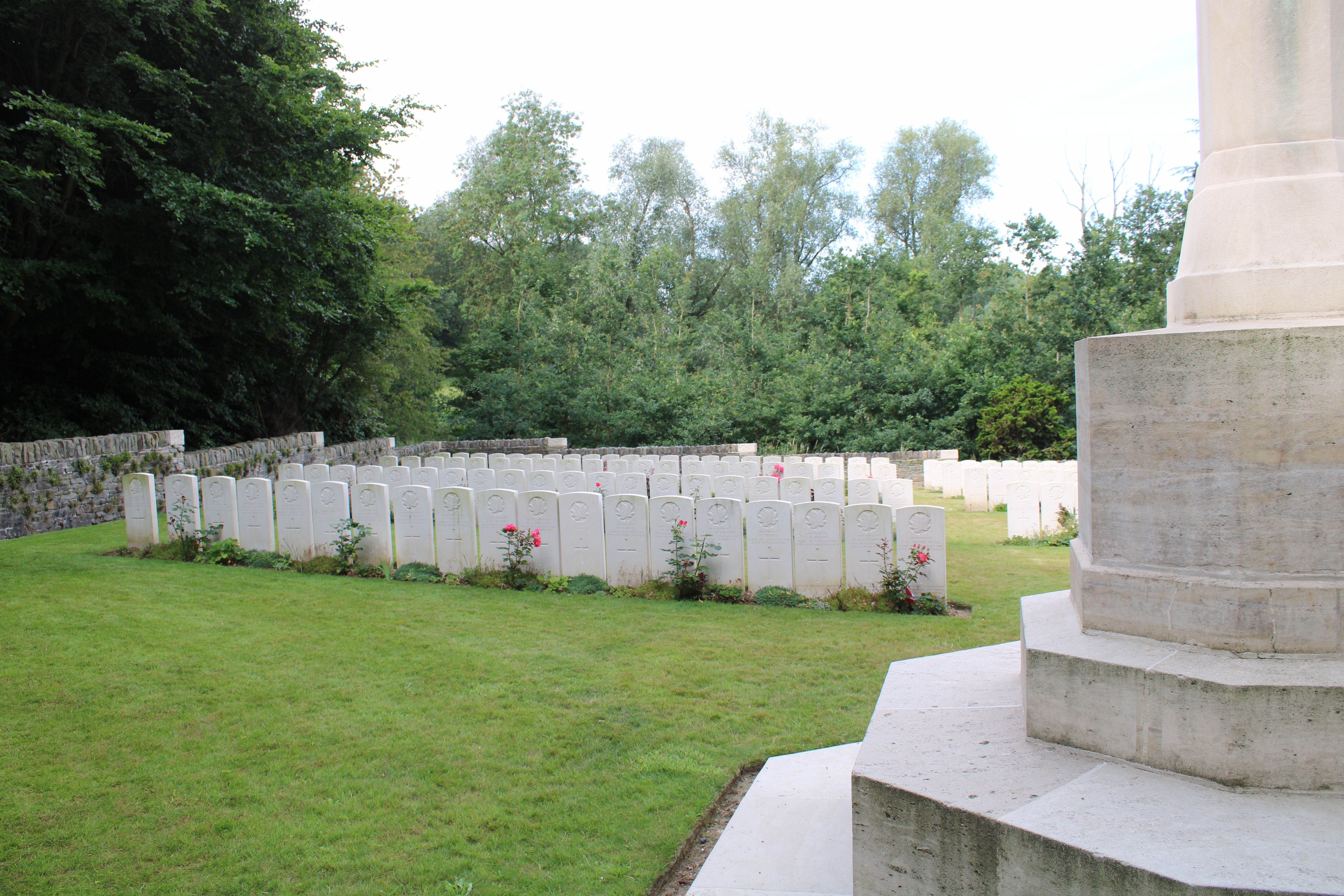
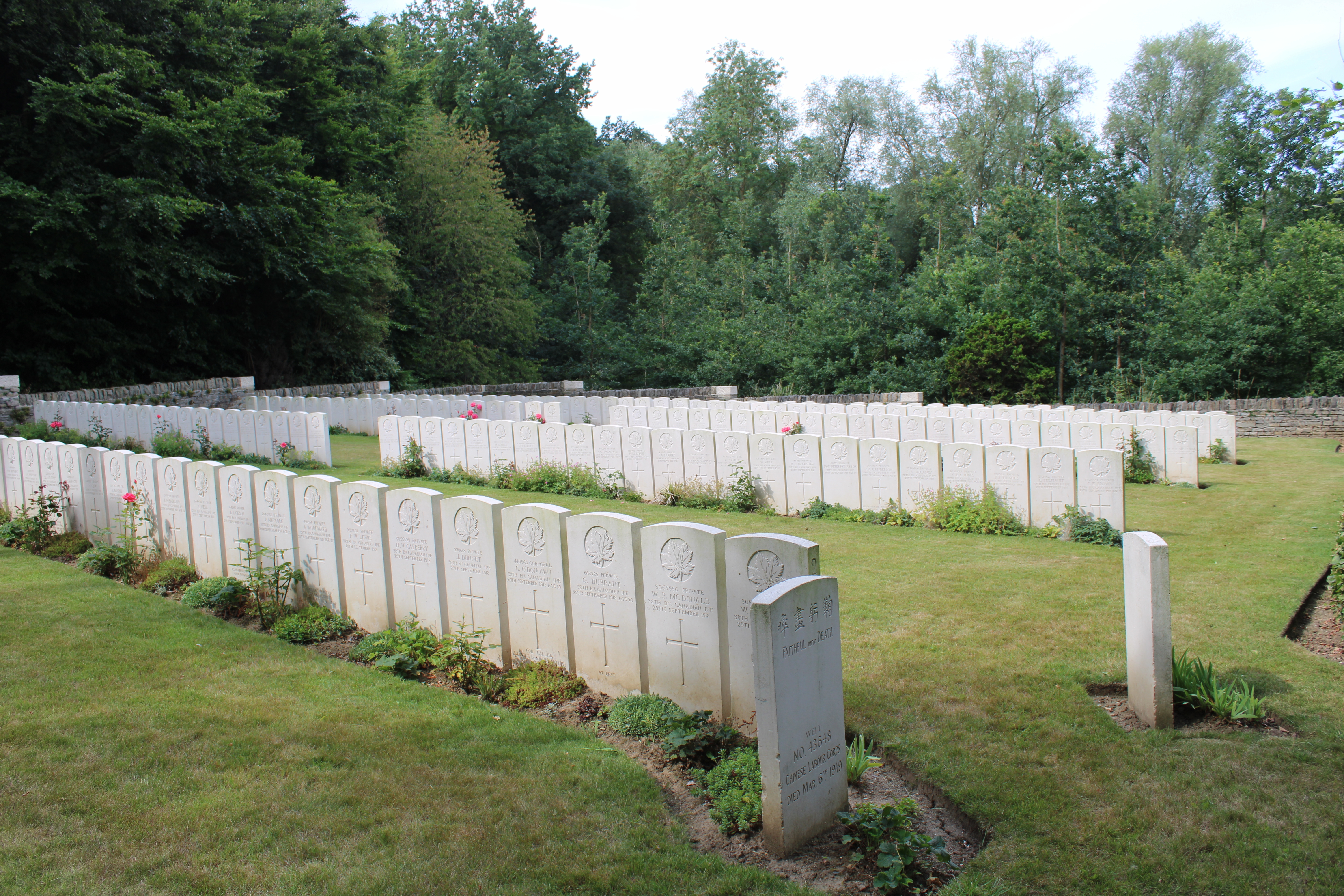
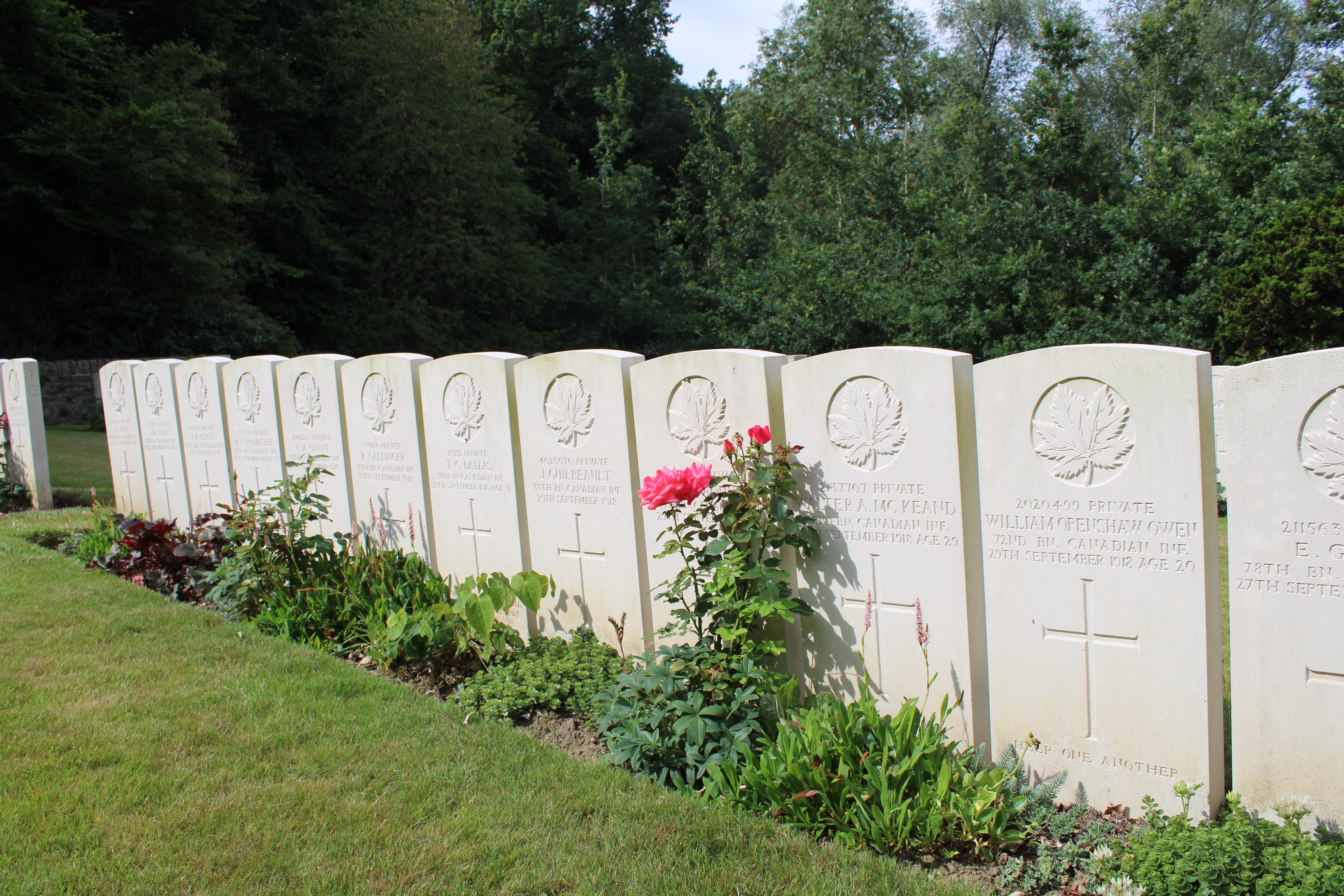
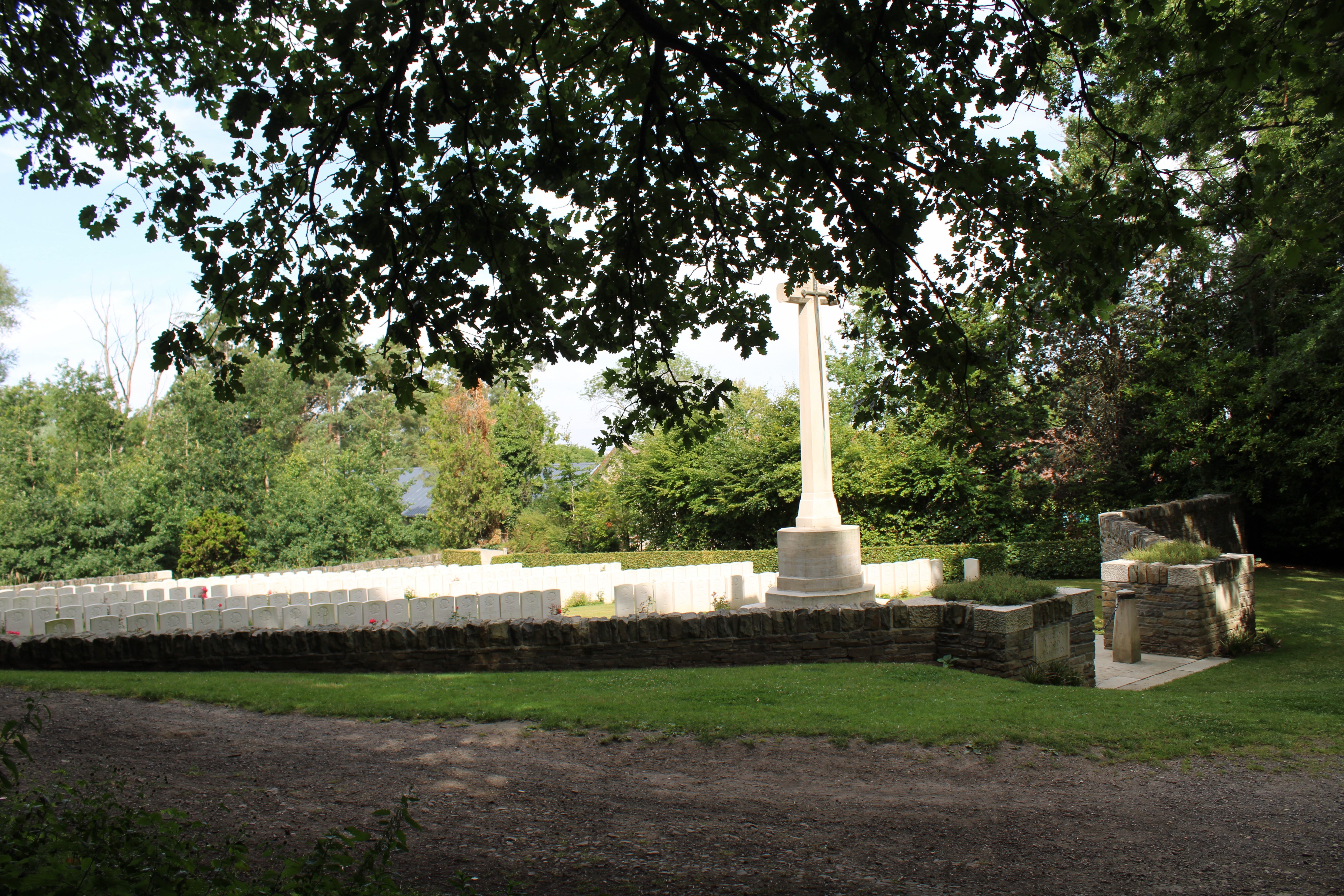
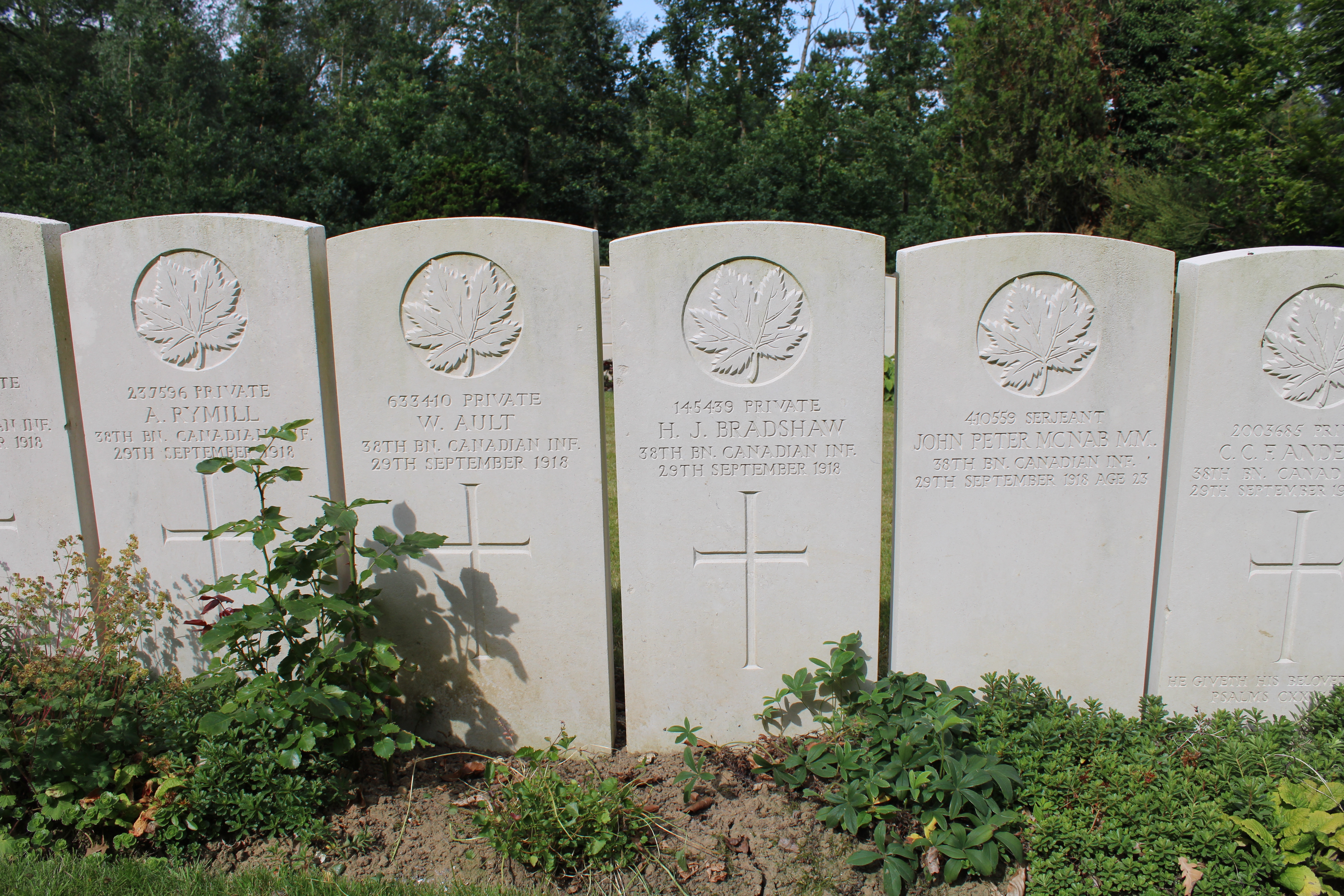
Tombes de soldats canadiens tombés le 29 septembre 1918.

## Pour approfondir